# Mattias Ekström
Bengt Mattias Ekstrom (* 14. července 1978 Falun) je švédský automobilový závodník. Je synem rallycrossového jezdce Bengta Ekströma (1953–2022), který byl v motorsportu aktivní v 90. letech.
Ekström působil v domácím STCC od roku 1997 do roku 2000 a získal titul v roce 1999. V letech 2001 až 2017 závodil v DTM a v sezonách 2004 a 2007 získal titul i zde. Od roku 2013 do roku 2018 působil také v Mistrovství světa v rallycrossu a se svým týmem EKS RX se v roce 2016 stal mistrem světa v klasifikaci jezdců a týmů. S příchodem rally vozů kategorie Proto pak jeho tým připravuje vozy Audi právě pro tuto třídu.

## Kariéra

### Začátky v motorsportu (1993-1996)
Ekström začal svou závodní kariéru v roce 1993 v motokárách, kde po dvou letech skončil. Roku 1994 debutoval v závodech cestovních vozů v roce 1994 a závodil ve švédské pohárové sérii vozů Renault 5 Turbo. V sezoně 1995 skončil druhý, o rok později slavil titul.

### STCC (1997-2000)
V roce 1997 Ekstrom přestoupil do švédského šampionátu cestovních vozů (STCC). Pilotoval Volvo 850 GLT v u týmu Troberg-Rydell Junior Team. Vyhrál čtyři z dvanácti závodů a skončil na druhém místě absolutně za Janem Nilssonem, který vyhrál zbývající závody. Ekström byl toho roku nejlepším nováčkem. V roce 1998 zůstalu stejného týmu, ovšem přesedlal na Ford Mondeo Ghia. Získal čtyři umístění na stupních vítězů a sezónu zakončil na osmém místě v hodnocení jezdců.
V roce 1999 Ekström přešel v rámci STCC do týmu Kristoffersson Motorsport, týmu bývalého rallycrossového jezdce Tommyho Kristofferssona, a technikou mu bylo Audi A4 quattro. Čtyři ze šestnácti závodů dokončil na prvním místě a získal mistrovský titul s 215 body před Fredrikem Ekblomem který jich měl 209. Za tentýž tým v této sezóně startoval také ve dvou závodech německého šampionátu supercestovních vozů (STW). V roce 2000 Ekström závodil ve své čtvrté sezóně STCC za tovární tým Volvo S40 Racing Team Sweden s vozem Volvo S40. Vyhrál tři závody a v deseti ze šestnácti závodů byl na stupních vítězů. V hodnocení jezdců zakončil sezónu na třetím místě.

### DTM (2001–2017)
V roce 2001 vstoupil Ekström do DTM v barvách týmu Abt Sportsline, technikou mu byloAbt-Audi TT-R, právě zde začala Ekströmova dlouhá kariéra ve spojení s automobilkou Audi respektive koncernem VW.
Svou debutovou sezónu dokončil na osmém místě v šampionátu s několika podii.
V roce 2002 byl Ekström na stupních vítězů celkem šestkrát a zaznamenal své první vítězství v DTM v Zandvoortu. Jako druhý nejlepší jezdec Audi po šampionovi Laurentu Aïellovi skončil na třetím místě absolutně.
Ve své třetí sezóně DTM získal Ekström body v každém závodě, který dokončil. Na vítězství v této sezóně ovšem nedosáhl. Se čtyřmi umístěními na stupních vítězů skončil čtvrtý v šampionátu jako nejlepší jezdec týmu Abt Audi.
Ekström zůstal u Abt Sportsline v roce 2004, kdy Audi vstoupilo do DTM jako plnohodnotná tovární značka. Vyhrál závody v Adrii, Klettwitzu, Zandvoortu , Brně a vyhrál šampionát před jezdcem Mercedesu Garym Paffettem.
Ekström se navíc v této sezóně zúčastnil 24h závodu na Nürburgringu a skončil celkově osmý.
V roce 2005 měl Ekström šance na zisk titulu až do posledního závodu vítězstvími v Brně, Nürburgu a Klettwitzu. Nakonec ho ale porazil soupeř z předchozí sezony Paffett a skončil na druhém místě jako nejlepší jezdec Audi. V roce 2006 se Ekströmovi nepodařilo navázat na úspěchy z předchozích sezón. Jeho vítězství v Brands Hatch také znamenalo jeho jediné umístění na stupních vítězů v sezóně. V celkovém pořadí byl nejhorším jezdcem Abt Sportsline až na osmém místě.
V roce 2007 začal Ekström sezónu vítězstvím na Hockenheimringu. Přestože v průběhu sezóny nenásledovalo žádné další vítězství, Ekström rozhodl o mistrovském titulu dalšími šesti umístěními na stupních vítězů.
V roce 2008 Ekström znovu vyhrál úvodní závod sezóny na Hockenheimu. Následovala další dvě vítězství v závodech DTM v Zandvoortu a Le Mans.
Jeho týmový kolega Timo Scheider získal mistrovský titul, Ekström skončil třetí v poháru jezdců.
V roce 2009 zůstal Ekstrom bez vítězství. S pěti umístěními na stupních vítězů v po sobě jdoucích závodech zakončil sezónu celkově pátý. Za Scheiderem byl opět druhým nejlepším jezdcem svého týmu.
Kromě toho absolvoval hostující start s Porsche 997 GT3 RSR na VLN Endurance Championship Nürburgring, kde dosáhl pole position, ale v závodě neuspěl.
Ještě jednou se zúčastnil 24h závodu na Nürburgringu. Jeho tým startoval s vozem Audi R8 LMS a skončil celkově na 23. místě.
V roce 2010 se Ekström zúčastnil své desáté sezóny DTM za Abt Sportsline. Vnitřně ho opět porazil Scheider, který skončil čtvrtý, a sezónu zakončil pátý v šampionátu výhrou ve Valencii. Ekström navíc debutoval v NASCAR Sprint Cupu v roce 2010. Závodil ve dvou závodech v Toyotě pro Red Bull Racing Team. Jeho nejlepší umístění bylo 21. Místo. Soutěžil také v závodě NASCAR K&amp;N Pro Series West. V roce 2011 zahájil Ekström sezónu DTM druhým místem. Po čtyřech závodech bez umístění na stupních vítězů následovalo jeho první vítězství v sezóně na Nürburgringu. Další vítězství následovalo o dva závody později v Oscherslebenu. V mokrém závodě si vytáhl náskok přes 40 sekund. V následujícím závodě ve Valencii si připsal třetí vítězství v sezóně. Sezónu zakončil jako nejlepší Abt jezdec druhým místem v šampionátu za svým značkovým kolegou Tomczykem. Startoval také v závodě v klasifikaci GT3 Pro v Blancpain Endurance Series a vyhrál jej.
V roce 2012 dostal Ekström novou techniku v podobě Audi A5 DTM. Zůstal u Abt Sportsline. Ekström dosáhl tří třetích míst, ale vyhrát se mu nepodařilo. Jako nejlepší jezdec Abtu dokončil sezónu na šesté příčce v pořadí jezdců. Kromě toho vyhrál nemistrovský závod DTM na mnichovském olympijském stadionu.
V roce 2013 jel Ekström svou 13 sezonu u týmu Abt. V závodě na Norisringu dojel první. Po závodě byl diskvalifikován za porušení pravidel Parc Fermé poté, co jeho otec v Parc Fermé nalil vodu do kapsy závodní kombinézy. O závod později na Moscow Raceway dojel druhý. Na konci sezóny byl Ekström celkově sedmý a zároveň nejlepší z jezdců Abtu. V roce 2014 pokračoval Ekström s Abtem v DTM. Sezónu zahájil druhým místem v Hockenheimu. Vyhrál poslední dva závody sezóny v Zandvoortu a Hockenheimu. Šampionát dokončil na druhém místě.
V roce 2015 zůstal nadále s Abtem a zvolil si startovní číslo 5 podle nových pravidel. V úvodním podniku sezóny na Hockenheimu vyhrál druhý závod. Ekström dokončil sezónu celkově třetí. Byl nejlepším jezdcem Abtu, ale v rámci značky Audi jej porazil brit Jamie Green. V sezóně 2016 DTM vyhrál závod v Mogyoródu. Vzhledem k tomu, že se toho roku věnoval i rallycrossu, vynechal dva závody v DTM. Bylo to poprvé od roku 2001 kdy Ekström vynechal nějáký závod v DTM. V celkovém pořadí se umístil sedmý.

### Rallye
Souběžně s DTM je Ekström také sporadicky aktivní v rallye. Stal se celkovým vítězem skupiny N na Rallye Švédsko a Katalánsko 2004 . V letech 2005-2006 startoval za tým Škoda Motorsport, respektive za Red Bull Rallye Team vedený tehdy Raimundem Baumschlagerem. Technikou mu tehdy byla Škoda Fabia WRC. Později se v MS ukazoval za volantem Škody Fabie R5, ale jako jezdec svého týmu EKS RX či soukromník.

### Rallycross (2013-2018)
V roce 2013 vstoupil Mattias Ekström do motoristické disciplíny jménem rallycross . Po druhém místě ve švédském závodě Mistrovství Evropy v rallycrossu v Höljes přišel plán založit vlastní rallycrossový tým. V rámci WRX v norském Hellu v sezoně MS 2014 debutoval jeho tým EKS-RX, který měl v té době dva vozy s pohonem všech kol - Audi S1 Rallycross SuperCars. V roce 2016 se stal mistrem světa v rallycrossu. V roce 2017 skončil druhý v MS za Johanem Kristofferssonem. Audi zvedlo svou podporu pro sezónu 2018: od té doby Ekströmův užívá názvu EKS Audi Sport, coby tovární tým. Ekström oznámil svůj odchod z DTM v lednu 2018, aby se mohl naplno věnovat rallycrossu. Na posledním závodě sezóny 2018 v Kapském Městě Mattias Ekström oznámil svůj odchod z mistrovství světa v rallycrossu.

### Extreme E
Spolu s Claudií Hürtgen startoval Ekström v roce 2021 v nové závodní sérii Extreme E v barvách Abt Sportsline. Technikou byly vozy značky Cupra.

### Rallye Dakar
Ekström začal také jezdit Rallye Dakar od roku 2021. Pro rok 2022 podepsal smlouvu s továrním týmem Audi a závodí s hybridním vozem Audi RS Q e-tron.